# 경이로운 귀환
경이로운 귀환은 경이로운 소문 1이 끝난 후 카운터 캐릭터들끼리 질문과 재미있는 퀴즈를 내는 프로그램이다.

## 시청률
최저 시청률과 최고 시청률은 시청률 조사회사와 지역별로 시청률에 차이가 있을 수 있습니다.
| 2021년 | 2021년   | 2021년         | 2021년       |
| 회차   | 방송일자 | AGB 시청률     | AGB 시청률   |
| 회차   | 방송일자 | 대한민국(전국) | 서울(수도권) |
| ------ | -------- | -------------- | ------------ |
| 1화    | 2월 7일  | 2.0%           |              |

## 같이 보기
- 경이로운 소문
- 경이로운 소문 (드라마)